# Rete tranviaria di Oslo
La rete tranviaria di Oslo, gestita dalla Oslo Sporvognsdrift, è un sistema di trasporto pubblico della città norvegese di Oslo ed è composto da una rete di sei linee per un totale di 131,4 km e 99 stazioni. Fu inaugurata nel 1875 con mezzi a trazione animale, mentre la trazione elettrica arrivò nel 1894.